# ティム・スペンサー
ティム・スペンサー（英語: Tim Spencer、1943年6月3日 - ）は、オーストラリア出身のフィギュアスケート選手（男子シングル）。1960年スコーバレーオリンピックオーストラリア代表。

## 主な戦績
| 大会/年              | 1957-58 | 1958-59 | 1959-60 |
| -------------------- | ------- | ------- | ------- |
| オリンピック         |         |         | 17      |
| 世界選手権           |         |         | 16      |
| オーストラリア選手権 | 1       | 1       |         |